# Kvarner

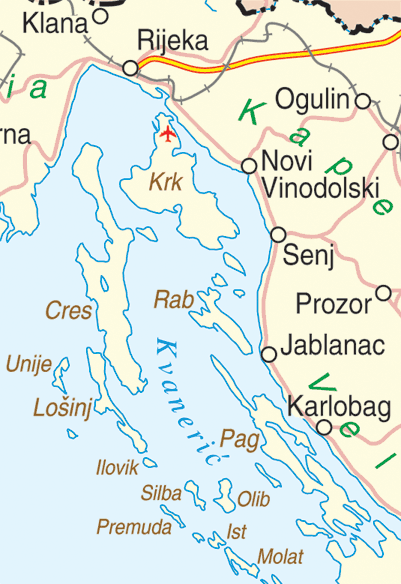
Plattegrond van de Kvarner

De Kvarner of Kvarnergolf (Kroatisch: kvarnerski zaljev, Italiaans: Golfo del Quarnero/Quarnaro/Carnaro) is een baai in het noorden van de Adriatische Zee, tussen het Istrische schiereiland en de noordelijke Kroatische kust.
De grootste eilanden in de Kvarner zijn Cres, Krk, Pag, Rab en Lošinj. Het grootste gedeelte van de Kvarner ligt tussen het vasteland, Cres en Krk. Een kleiner gedeelte ligt tussen Cres, Krk, Rab en Pag en wordt het kleine Kvarner (Kvarnerić) genoemd.
Dankzij de diepte van de Kvarner is het voor grotere schepen mogelijk de haven van Rijeka te bereiken.
Plaatsen in Istrië: Banjole · Bertoki · Buje · Buzet · Fažana · Hum · Izola · Jagodje · Koper · Koromačno · Labin · Lucija · Medulin · Motovun · Muggia · Novigrad · Pazin · Peroj · Piran · Portorož · Poreč · Premantura ·  Pula · Rabac Luka · Ravni · Roč · Rovinj · Savudrija · Škocjan · Stalije · Štinjan · Trget · Umag · Višnjan · Vodnjan · Vrsar
Taal in Istrië: Čakavisch · Istriotisch · Istro-Roemeens · Italiaans · Sloveens · Kroatisch · Venetiaans
Andere artikelen over Istrië: Golf van Triëst · Istrische Democratische Assemblee · Italianisering · Baai van Koper · Baai van Muggia · Baai van Piran · Kvarner · Lim · Mario Andretti · Nino Benvenuti · Sergio Endrigo · Učka